# Kéty
Kéty es un pueblo ubicado en el distrito de Bonyhád, en el condado de Tolna, Hungría.

## Superficie
Posee una superficie de 16,51 kilómetros cuadrados.

## Demografía
Hasta 2019 la población era de 710 habitantes, con una densidad de población de 43,00 habitantes por kilómetro cuadrado.